# 5539 Limporyen
Az 5539 Limporyen (ideiglenes jelöléssel 1965 UA1) a Naprendszer kisbolygóövében található aszteroida. A Bíbor-hegyi Obszervatórium fedezte fel 1965. október 16-án.